# Zelotes jamaicensis
Zelotes jamaicensis är en spindelart som beskrevs av Norman I. Platnick och Mohammad U. Shadab 1983. Zelotes jamaicensis ingår i släktet Zelotes och familjen plattbuksspindlar.
Artens utbredningsområde är Jamaica. Inga underarter finns listade i Catalogue of Life.